# 吉奧塞尼鄉
46°17′00″N 26°38′00″E / 46.2833°N 26.6333°E
吉奧塞尼鄉（羅馬尼亞語：Comuna Gioseni, Bacău），是羅馬尼亞的鄉份，位於該國東北部，由巴克烏縣負責管轄，面積13平方公里，海拔高度141米，2007年人口4,100，人口密度每平方公里315人。